# گریفریرز بابی
گریفریرز بابی (انگلیسی: Greyfriars Bobby) (4 مه ۱۸۵۵–۱۴ ژانویه ۱۸۷۲) یک سگ اسکای تریر یا Dandie Dinmont Terrier بود که در قرن نوزدهم ادینبرو به دلیل گذراندن ۱۴ سال نگهبانی از قبر صاحبش تا زمان مرگش در ۱۴ ژانویه ۱۸۷۲ مشهور است. این داستان همچنان در اسکاتلند از طریق چندین کتاب و فیلم شناخته شده‌است. یک مجسمه یادبود برجسته و قبرهای نزدیک یک جاذبه گردشگری است.